# Die junge Nacht der ARD

Karte der Sender, welche die junge Nacht der ARD übernehmen. (Stand: 2025)

Die junge Nacht der ARD ist das fünfte Gemeinschafts-Nachtprogramm des ARD-Hörfunks. Sie ist montags bis freitags von 0 Uhr bis 5 Uhr und am Wochenende von 1 Uhr bis 6 Uhr zu hören. Die Sendung startete am 13. Juni 2018. Sie wird täglich von 1 Live in Köln produziert und live moderiert. Gespielt wird aktuelle Musik in der Auswahl eines CHR-Formats. Seit dem 2. Juli 2018 übernehmen weitere Junge Wellen der ARD die Live-Sendung als Nachtprogramm. Am 30. Juli 2018 folgten mit Dasding vom SWR und Unserding vom SR weitere Wellen. „Die junge Nacht der ARD“ ist damit in 14 der insgesamt 16 Bundesländer zu hören und wird nur von Bremen Next und Puls nicht übertragen. Der Empfang über UKW ist im MDR-Sendegebiet zudem eingeschränkt.

## Radiosender

### Übernehmende Sender
| Programm    | Rundfunkanstalt | mit dabei seit | Sendezeiten                                       | Bundesländer                                                                |
| ----------- | --------------- | -------------- | ------------------------------------------------- | --------------------------------------------------------------------------- |
| 1 Live      | WDR             | 13. Juni 2018  | Mo–Fr 0–5 Uhr, Sa und So 1–6 Uhr                  | Nordrhein-Westfalen                                                         |
| N-Joy       | NDR             | 2. Juli 2018   | Mo–Fr 0–5 Uhr, Sa und So 1–6 Uhr                  | Niedersachsen, Schleswig-Holstein, Mecklenburg-Vorpommern, Hamburg (Bremen) |
| Fritz       | rbb             | 2. Juli 2018   | Mo–Fr 2–5 Uhr, Sa und So 2–6 Uhr                  | Berlin, Brandenburg                                                         |
| MDR Sputnik | MDR             | 2. Juli 2018   | Mo 3–5 Uhr, Di–Fr 0–5 Uhr, Sa 4–6 Uhr, So 3–6 Uhr | Sachsen-Anhalt (Nur über DAB+ in Sachsen und Thüringen)                     |
| You FM      | hr              | 2. Juli 2018   | Mo–Fr 0–5 Uhr Sa 01–06 Uhr, So 02–06 Uhr          | Hessen                                                                      |
| Unserding   | SR              | 30. Juli 2018  | Mo–Fr 0–5 Uhr, Sa und So 1–6 Uhr                  | Saarland                                                                    |
| Dasding     | SWR             | 30. Juli 2018  | Mo–Fr 0–5 Uhr, Sa und So 1–6 Uhr                  | Baden-Württemberg, Rheinland-Pfalz                                          |

## Moderatoren
Farblegende:
– derzeit aktiv 
| Name                | bekannt aus         | Einstieg       |
| ------------------- | ------------------- | -------------- |
| Johanna Tänzer      | - 1 Live            | 13. Juni 2018  |
| Maike Greine        | - 1 Live            | 13. Juni 2018  |
| Benni Bauerdick     | - 1 Live            | 13. Juni 2018  |
| Lisa Kestel         | - 1 Live            | 13. Juni 2018  |
| Lara Heinz          | - 1 Live            | 13. Juni 2018  |
| Marvin Fischer      | - 1 Live, You FM    | 13. Juni 2018  |
| Philipp Isterewicz  | - 1 Live            | 13. Juni 2018  |
| Kotaro Dürr         | - 1 Live, Dasding   | 13. Juni 2018  |
| Markus Fröhle       | - 1 Live, Dasding   | 1. Okt. 2018   |
| Gero Simone         | - 1 Live            | Mai 2019       |
| Fritz Schaefer      | - 1 Live Diggi      | Juni 2020      |
| Alex Franz          | - N-Joy, 1 Live     | 16. Nov. 2020  |
| Simon Dömer         | - Fritz, 1 Live     | 13. März 2021  |
| Linda Reitinger     | - Unserding, 1 Live | 10. Juli 2021  |
| Mitja Rybienski     | - 1 Live            | 20. Juli 2021  |
| Philip Strunk       | - 1 Live            | August 2023    |
| Sebastian Röbke     | - 1 Live            | August 2023    |
| Lennart Beissner    | - 1 Live            | September 2023 |
| Nico-Laurin Schmidt | - 1 Live            | 11. Feb. 2024  |
| Laura Dahm          | - 1 Live            | April 2024     |
| Franziska Pille     | - 1 Live            | Juli 2024      |

## Nachrichten
In der jungen Nacht gibt es stündlich zur vollen Stunde Nachrichten. Wie bei den anderen ARD-Nachtprogrammen auch sind diese genau drei Minuten lang. So können die einzelnen Programme sich für eigene Nachrichten aus dem Gemeinschaftsprogramm ausklinken. Bei 1 Live sind die Nachrichten des WDR für Nordrhein-Westfalen zu hören, bei N-Joy die Nachrichten von NDR Info und bei Fritz sind die Nachrichten von rbb24 für Berlin und Brandenburg zu hören. Die anderen Programme übernehmen in der jungen Nacht die überregionalen Zentralnachrichten des Südwestrundfunks.